# Andrzej Zając (sportowiec)
Andrzej Zając (ur. 21 lutego 1956 w Lipowej) – kolarz, złoty medalista Igrzysk Paraolimpijskich w Pekinie 2008.

## Życiorys
Syn Stanisławy i Wawrzyńca, mieszkaniec Lipowej – powiat Nysa, województwo opolskie.
Trenować kolarstwo rozpoczął w roku 1973 w klubie LKS Zarzewie Prudnik – jego pierwszym trenerem był Franciszek Surmiński. Od roku 1976 startował już jako senior.
Wystartował dwukrotnie w wyścigu dookoła Polski, brał udział w licznych wyścigach etapowych w kraju i za granicą. Powołany został do kadry młodzieżowej oraz kadry Ludowych Zespołów Sportowych.
Na trasach wyścigów miał okazję ścigać się m.in. z Ryszardem Szurkowskim, Stanisławem Szozdą, Januszem Kowalskim, Tadeuszem Mytnikiem.
W 1980 roku karierę sportową przerwał wypadek. Od tamtego czasu, po uzyskaniu uprawnień instruktora kolarstwa, poświęcił się pracy z młodzieżą w klubie LKS Ziemia Opolska-Prudnik, a od 1993 roku, pracując społecznie, szkolił adeptów kolarstwa w nowo powstałym klubie LKS Chio Nysa. Klub ten wychował czterech medalistów Polski oraz reprezentantów kraju – wśród nich był obecny olimpijczyk Jacek Morajko.
Z jazdą w tandemie związał się w roku 2006, wówczas też powołano go do kadry narodowej na mistrzostwa świata w Szwajcarii.
Ścigał się w kraju i zagranicą, zdobywając puchar Europy, wygrywał wyścigi etapowe (Polanica, Poznań).
Rok 2007 był kontynuacją udanych startów – III miejsce w Pucharze Europy,
VII na mistrzostwach świata w kolarstwie osób niepełnosprawnych w Bordeaux oraz wygrane wyścigi w kraju – srebrny i brązowy medal w szosowych mistrzostwach Polski. Sezon zakończył zdobyciem brązowego medalu podczas Otwartych Mistrzostw Ameryki Południowej w kolarstwie niepełnosprawnych, które odbyły się w Kolumbii.
Sezon 2008 rozpoczął z pilotem Dariuszem Flakiem startem w pucharze Europy na Krecie, gdzie zdobyli I miejsce w jeździe na czas.
Startował ponadto w wyścigu dookoła Belgii (trzeci w klasyfikacji generalnej, drugi w klasyfikacji sprinterskiej i punktowej), jak również w serii wyścigów z cyklu "European Para-Cycling Cup" – w Hiszpanii (II miejsce ze startu wspólnego), Szwajcarii, Francji, Słowacji, Niemczech, odnosił także sukcesy w kraju, zdobywając tytuł mistrza Polski w jeździe na czas, oraz wicemistrza ze startu wspólnego.
Wyniki, które osiągnął, wpłynęły na otrzymanie nominacji od Polskiego Komitetu Paraolimpijskiego na start w Igrzyskach Paraolimpijskich Pekin 2008.
W wyścigu ze startu wspólnego 22 zespołów zdobył ze swym partnerem złoty medal i został mistrzem olimpijskim.